# Lliga catalana d'hoquei sobre patins masculina 2015-2016
La Lliga catalana d'hoquei sobre patins masculina 2015-16 fou l'onzena edició de la competició. Se celebrà des del 25 d'agost fins al 13 de setembre de 2015 i fou organitzada per la Federació Catalana de Patinatge. Després de setze anys de l'última edició, la FEP recuperà la competició que enfronta els equips catalans que competeixen a la màxima categoria estatal. Tanmateix, en aquesta edició, no hi participaren el CP Vic ni el SHUM Maçanet, i el torneig es disputà amb onze equips catalans i un club convidat, el PAS Alcoi.
Es proclamà campió el Moritz Vendrell, que guanyà a la final al FC Barcelona en la tanda de faltes directes. El club vendrellenc aconseguí la seva primera Lliga catalana i el quart títol de la seva història.

## Format de competició
La competició es disputa en dues fases, la primera, en format de lligueta, i la segona, en format de final a quatre. A la primera, els clubs participants s'agruparen en tres grups de quatre equips cadascun i accediren a la fase final, el primer classificat de cadascun dels grups i el millor segon de tots els grups. La segona fase es disputa en format de final a quatre, amb semifinals i final i se celebrà el 12 i 13 de setembre al Pavelló Olímpic de l'Ateneu Agrícola de Sant Sadurní d'Anoia.

## Clubs participants
- FC Barcelona Lassa
- Calafell Tot l'Any
- CH Caldes Recam Làser
- Igualada Calaf Grup
- Noia Freixenet
- ICG Software Lleida
- CH Lloret Vila Esportiva
- Enrile PAS Alcoi
- Reus Deportiu
- Moritz Vendrell
- CP Vilafranca Capital del Vi
- CP Voltregà

## Primera fase

### Lligueta

#### Jornada 1
| 25 d'agost de 2015 | Reus Deportiu | 2-3     | CP Voltregà | Reus                          |  |
| 21:00 CET Partit 1 |               | Notícia |             | Palau d'Esports Reus Deportiu |  |

| 26 d'agost de 2015 | Monbus Igualada | 6-2     | CH Caldes Recam Laser | Igualada |  |
| 21:00 CET Partit 2 |                 | Notícia |                       |          |  |

| 27 d'agost de 2015 | Vallès Calafell Tot l’any | 6-4     | Noia Freixenet | Calafell |  |
| 21:00 CET Partit 3 |                           | Notícia |                |          |  |

## Segona fase

### Final
| FC Barcelona                                                                           | 7-7 (pr.) | Moritz Vendrell                                                                              |
| -------------------------------------------------------------------------------------- | --------- | -------------------------------------------------------------------------------------------- |
| Ordoñez 14', 28' · Gual 27' · Álvarez 32' · Barroso 37' (p.) · Lamas 39' · Pascual 51' | Notícia   | Creus 9' · Gil 21' · Miras 37' (p.) · Mitjans 42' (f.d.), 48' (f.d.), 49' (f.d.), 54' (f.d.) |
| Tanda de penals                                                                        |           |                                                                                              |
|                                                                                        | 1-2       |                                                                                              |

| FC Barcelona | Moritz Vendrell |

| #            | Pos. | Nom             |  |
| ------------ | ---- | --------------- |  |
|              | POR  | Sergi Fernández |  |
|              |      | Marc Gual       |  |
|              |      | Edu Lamas       |  |
|              |      | Matías Pascual  |  |
|              |      | Sergi Panadero  |  |
|              |      | Lucas Ordoñez   |  |
|              |      | Pablo Álvarez   |  |
|              |      | Xavier Barroso  |  |
|              |      | Xavier Costa    |  |
|              | POR  |                 |  |
| Entrenador   |      |                 |  |
| Ricard Muñoz |      |                 |  |

| Campió de la Lliga catalana 2015-16 |
| ----------------------------------- |
| Moritz Vendrell Primer títol        |

| #             | Pos. | Nom            |  |
| ------------- | ---- | -------------- |  |
|               | POR  | Txus Fernández |  |
|               |      | Miras          |  |
|               |      | Creus          |  |
|               |      | Eloi Mitjans   |  |
|               |      | Jordi Ferrer   |  |
|               |      | Francesc Gil   |  |
|               |      | David Martínez |  |
|               |      |                |  |
|               |      |                |  |
|               | POR  |                |  |
| Entrenador    |      |                |  |
| Guillem Pérez |      |                |  |